# Monte Pissis
O monte Pissis é um pico localizado na Argentina. Situado na Cordilheira dos Andes, tem 6793 m de altitude e é o terceiro ponto mais alto do continente americano. O monte Pissis deve o seu nome a Pedro José Amadeo Pissis, um geólogo francês que trabalhou para o governo do Chile.
Em 1994 as autoridades argentinas avançaram com um estudo baseado em GPS que teria determinado a altitude do cume em 6882m, o que o tornaria mais alto que o Ojos del Salado, mas os dados da missão SRTM e técnicas mais precisas de GPS provaram que esta medição estava incorreta.

## Geografia e Geomorfologia
O Pissis fica na fronteira entre as províncias argentinas de La Rioja e Catamarca, no extremo sul da Puna do Atacama. É um vulcão (o segundo mais alto do mundo, após o Ojos del Salado) formado a mais de 6 milhoes de anos. Faz parte da Zona Vulcânica Central do Cinturão Vulcânico dos Andes, e foi formado por deformações na Placa de Nazca. As atividades vulcânicas terminaram na área a 2 milhões de anos.
Localmente, o Pissis está na parte norte de um círculo de vulcões, formado pelo Gêmeos, Reclus, Veladero, Bonete e Penas Azuis, no centro do qual fica uma cratera de 5km de diametro, chamada de Coroa do Inca, ou Incapillo ("coroa do inca" em quéchua), que é uma caldeira, ou seja, uma depressão causada pelo colapso de um vulcão, no centro da qual há um lago, que pode ser o lago navegável mais alto do mundo, a 5100m de altura.
Devido à sua localização no deserto de Atacama, a montanha é extremamente seca, apenas retendo neve no cume e no inverno. Apesar disso, tem um extenso glaciar com crevasses, algo único na região, na sua vertente norte.  Está situado a 550 km a norte do Aconcágua.

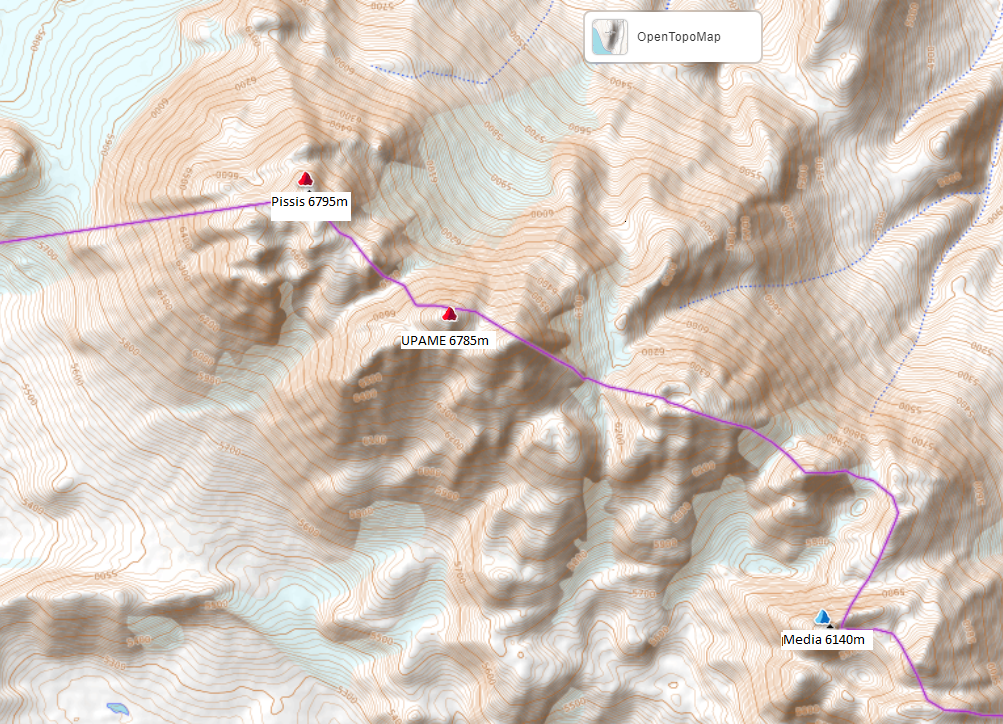
Mapa topográfico do Pissis

O Pissis possui vários cumes secundários, mas dois deles, o UPAME,de 6785m e o Media, de 6140m aparentemente possuem proeminência de 300m, configurando-se como montanhas separadas. Essas medições aparecem no trabalho de Biggar, que apresenta os dois como cumes secundários já que em sua lista são consideradas montanhas somente os picos com mais de 400m de proeminência. As duas montanhas também não aparecem na lista de Marcelo Delvaux, que advoga pelo uso do limite de 300m. Mesmo assim, continua existindo a necessidade de confirmação dos valores de proeminência, no caso do Media porque os dados de satélite (e as fotografias da região) sugerem uma proeminência bem menor, enquanto o UPAME pode ter uma proeminência maior do que a de 300m a ele atribuída.

## Montanhismo
A primeira ascensão do Pissis aconteceu na segunda expedição polonesa em 1937, com Stefan Osiecki y Jan Alfred Szczepański que chegaram ao cume em 7 de fevereiro de 1937. Somente em 1985 ocorreu a segunda ascensão, tendo sido aberta desde então várias vias em todas as faces do Pissis. A via normal inicia no acampamento Mar Del Plata, a 4600m aos pés do Glaciar dos Argentinos, a noroeste do cume. Este acampamento base fica a 180km de Fiambalá, a cidade mais próxima, sendo 100km pela rota 60, asfaltada, e os restantes 80km em trilha somente acessível a veículo 4x4. O período mais adequado para o ascenso é entre os meses de novembro e março.
Montanha alta e remota, não é de muito difícil escalada sob o ponto de vista técnico, embora longa e extenuante.
Entre os brasileiros que chegaram ao cume do Pissis, encontram-se Gustavo Telles do CERJ - Centro Excursionista Rio de Janeiro, cuja ascensão em 2007 pode ter sido a primeira de um brasileiro, além de Pedro Abrão, Aleomar Galeassi, Tiago Korb, Luciana Moro, Pedro Hauck, Waldemar Niclevicz, Paulo Cezar Azevedo e Vinícius Vieira, (estes entre os que já escalaram mais de sete cumes de 6000m nos Andes), além do brasileiro-argentino Máximo Kausch.